# Unterfeld
Unterfeld è la località dove sorse per poco meno di un decennio (non molto distante dalla latina Abusina) una fortezza legionaria di vexillationes. Era posizionata nella parte orientale del limes germanico-retico e fu castrum della legio III Italica dal 172 al 179 durante il periodo delle guerre marcomanniche ai tempi dell'imperatore Marco Aurelio.

## Storia
La fortezza fu costruita durante la prima fase delle guerre marcomanniche (nel 172), e rimase "attiva" almeno fino alla fase finale (nel 179), quando una nuova fortezza fu costruita in località Castra Regina. L'antico castrum romano sorse a protezione del tratto di limes della provincia romana di Rezia, subito dopo aver subito negli anni 170-172 una serie di invasioni e distruzioni a causa delle vicine popolazioni germaniche di Naristi, Catti ed Ermunduri. Qui furono alloggiati circa 3.000 uomini della Legio III Italica per rafforzare il tratto di limes nei pressi del forte già esistente di Abusina ed effettuare, probabilmente, quelle operazioni necessarie contro il nemico germanico. La vexillatio della legione in questione fu inoltre coinvolta nella costruzione sia della fortezza, sia nella ri-costruzione del vicino vicus di Abusina e del forte coortale.

## Località
L'attuale area dove sorse l'antico castrum si trova a circa 1 km a sud del forte coortale di Abusina e del vicino vicus. La località cominciò ad essere frequentata dai Romani a partire dal principato di Domiziano (attorno al 79), subendo però gravi distruzioni durante le guerre marcomanniche. La sua posizione strategica fu molto importante lungo il fronte retico del limes germanico-retico. Le dimensioni originali della fortezza non possono essere del tutto ricostruiti, poiché l'ex lato Nord-Ovest del muro in tempi recenti è stato "portato via" dal vicino Danubio.

## Fortezza
I primi scavi del sito furono effettuati nel 1900 da un ufficiale in pensione, un certo Karl Popp, iniziando ad indagare ciò che rimaneva dei Principia. Ma fu solo nel 1968 che la campagna di scavi cominciò a farsi interessante, grazie all'archeologo Hans Schonberger. Quest'ultimo, nel 1970, scrisse in un saggio, dove però sembrava avere dei dubbi sul fatto che il sito potesse essere realmente un'installazione militare romana. Poco più tardi ulteriori sondaggi dell'area rivelarono, invece, che si trattava di una fortezza di vexillationes legionarie romane, supportata da successive indagini aeree compiute da Otto Braasch dal 1977. È anche vero che ad oggi non sono stati effettuati sufficienti scavi su tutta l'area, che riserva agli archeologi per il futuro, nuove ed importanti scoperte.
Per intanto basti sapere che la fortezza era tutt'intorno circondata da un triplice fossato, la cui profondità variava dal più esterno era di 2.8 m, a quello medio di 2.4 m, fino a quello più interno di 2,8 m. La larghezza era invece di circa di 6.5 m, 4.5 m e 4.0 m, sempre dal più esterno fino a quello più interno. Ciò significa che il fossato esterno era più profondo di quello "medio" ma meno ripido, mentre quello più interno era il più profondo e ripido. I fossati esterno e medio erano separati tra loro da 4.5 metri, mentre quello di mezzo con il più interno da soli 2.5 metri. Ovviamente il materiale dello scavo di questi fossati fu utilizzato per la costruzione del vallum interno sul quale fu montata una palizzata a protezione del campo militare interno.

### Personaggi
- Marco Aurelio e le guerre marcomanniche
- Commodo

### Località geografiche
- Lista di fortezze legionarie romane
- Rezia (provincia romana)
- Limes germanico-retico